# Vanessa Baden
Vanessa Baden (8 de desembre del 1985, Satellite Beach, Florida) és una actriu estatunidenca més coneguda pel seu paper com a Kyra Rockmore en la sèrie de Kenan & Kel. També va participar en la sèrie de televisió Gullah Gullah Island. Va fer un programa de ràdio, Keeping it real with Reverend Al Sharpton. Realment va néixer a Manhattan Beach, Califòrnia, però va créixer a Satellite Beach, Florida, on va començar en anuncis. Va graduar-se a Florida State University, a Tallahassee, Florida, el desembre del 2007 amb un grau en sociologia. El 2004 va guanyar el Florida District Miss Black i el Gold Pageant representant el capítol Iota Delta de la fraternitat Alpha Phi Alpha a la competició regional a Atlanta, Geòrgia.

## Filmografia
- Two Heads Are Better Than None - 2000
- Rosewood - 1997
- Figure It Out - 1997
- Kenan & Kel - 1996-2000
- Ocean - 1996
- Gullah Gullah Island - 1994
- My Brother and Me - 1994